# УФД/Бібліотека
УФД/Бібліотека — автоматизована бібліотечна інформаційна система (АБІС) розроблена і підтримується ТОВ «Український фондовий дім» (Київ) з 1998 року. Система призначена для комплексної автоматизації бібліотеки, враховує всі основні виробничі цикли. На поточний момент здійснено понад 200 інсталяцій в Україні переважно в університетах, а також публічних та відомчих бібліотеках. Має російський та український інтерфейси.

## Основні можливості

### Відбір та перегляд інформаціїелектронного каталогу
- Пошук документів за заданими критеріями (темами класифікаторів та значеннями полів бібліографічного опису або через зв'язки документів)
- Сортування відібраних документів за вказаними критеріями в порядку зростання або зменшення значень
- Ручний відбір документів шляхом складання переліку відібраних
- Перегляд та друк інформації щодо документів у вигляді переліків, каталожних карток та повних бібліографічних описів
- Перегляд інформації про наявність документів в фондах бібліотеки та інших місцях
- Перегляд електронних копій документів в разі їх наявності

### Каталогізація документів
- Створення та підтримка засобів класифікації документів різного типу: класифікаторів (ББК, УДК, Дьюі), рубрикаторів, ключових слів та ін.
- Створення та підтримка авторитетних записів, різних переліків типових значень
- Реєстрація (створення) бібліографічних описів документів відповідно держстандартам, зокрема 7.1-84, та стандартам MARC21 та UNIMARC), реєстрація документів за зразком
- Класифікація документів за обраними схемами
- Опис зв'язків між документами (видання — номер — стаття, переклад — оригінал, серія — підсерія — випуск і т.і.)
- Внесення посилань на електронну копію документа, яка може зберігатися в базі даних системи, в локальній мережі бібліотеки, в мережі Internet
- Поділ електронного каталогу між групами працівників бібліотеки за межами відповідальності та доступності
- Друк каталожних карток різного типу шляхом застосування відповідних шаблонів
- Складання бібліографічних довідок, показчиків та інших документів шляхом застосування відповідних шаблонів

### Комплектування фондів бібліотеки
- Ведення інформації про книгопостачальників та їх пропозицій щодо придбання літератури
- Ведення інформації про потреби в літературі
- Засоби аналізу книгозабезпеченості
- Ведення інформації про відмовлення читачам (в тому числі через відсутність примірників).

- Складання замовлень на придбання літератури
- Обробка партій літератури. Розподіл примірників за місцями розподілу та збереження.

- Складання актів надходження та списання
- Ведення книг інвентарного та сумарного обліку
- Аналіз стану фонду шляхом відбору примірників за різними ознаками та складання відповідних звітів

### Обслуговування читачів
- Введення та утримання інформації щодо читачів бібліотеки
- Відбір читачів за різними критеріями (шифр, прізвище, документи, які утримувались чи утримуються тощо), сортування, перегляд та друк відібраної інформації
- Відбір примірників замовлених документів та реєстрація видачі їх читачам
- Реєстрація повернення документів читачами
- Підтримка штрих-кодових технологій та технологій RFID

### Адміністрування
- Наявність груп користувачів з визначеними правами на перегляд та редагування інформації
- Запис і зберігання даних про факти редагування бібліографічних описів та іншої інформації в системі
- Експорт та імпорт бібліографічних описів документів та інформації про наявність в форматі XML
- Експорт та імпорт бібліографічних описів документів в форматах MARC
- Експорт та імпорт інформації про читачів та організації в форматі XML
- Ведення інформації про відвідування бібліотеки, послуги та масові заходи
- Налагодження параметрів для пристосування системи до поточних потреб

## Технології
- Клієнт-сервер
- Бази даних під управлінням SQL сервера
- XML формат імпорту-експорту

## Особливості
- Налагодження профілів виду робіт (каталогізація, комплектування і т.і.), застосування профілів користувачами відповідно до прав доступу
- Визначення прав для виконання функцій і доступу до інформації для кожної групи користувачів окремо, належність користувача до одної або кількох груп одночасно
- Апарат створення довільних схем класифікації документів
- Апарат шаблонів для перегляду та друку інформації
- Апарат зовнішніх вихідних форм для підготовки нестандартних звітів

## Системні вимоги
- SQL сервер (IBM DB2, Oracle, MS SQL Server, Firebird) для збереження інформації
- робоча станція з Windows98 і вище для розміщення клієнтської частини системи (можлива робота на платформах BSD/Linux в оточенні wine)
- WEB сервер (Apache, MS IIS) для реалізації WEB доступу (доступ до перегляду читачами електронного каталогу)